# Mark Pickerel
Mark Pickerel fue el batería original de Screaming Trees, banda grunge originaria de Ellensburg, Washington. Éste dejó el grupo en 1992 siendo reemplazado por Barrett Martin.
Pickerel empezó en el mundo de la música de la mano de Krist Novoselic, Kurt Cobain y Mark Lanegan, en un grupo llamado "The Jury", con los que grabó una versión de la canción de folk estadounidense Where Did You Sleep Last Night que acabaría incluyéndose en The Winding Sheet, uno de los álbumes solistas de Lanegan. Otras dos canciones grabadas aquel día aparecen en el box set de Nirvana titulado With the Lights Out.
En 1989, Pickerel se une a Hiro Yamamoto, exbajista de Soundgarden, y Robert Roth para grabar algunas canciones juntos, formando así el grupo "Truly", con los que editó el primer trabajo en 1990. La formación se sostendría hasta 2000, aunque en la actualidad ha habido intentos de reconciliación para volver al estudio con nuevas canciones. Durante el descanso después de Truly, Pickerel formó un proyecto llamado "The Dark Fantastic", en donde, además de tocar la batería, cantaba y tocaba la guitarra, contratando para los conciertos a Jesse Roberts (guitarra) y Mike Elkins (bajo). El grupo sacaría al mercado dos álbumes entre 1999 y 2001 antes de separarse.
Recientemente, Pickerel formó un nuevo proyecto, de nombre Mark Pickerel and His Praying Hands, que sacó su primer disco hacia mayo de 2006. El proyecto se asienta en bases orientadas al country en sus composiciones.

## Discografía
Screaming Trees
- Clairvoyance (1986)
- Even If and Especially When (1987)
- Invisible Lantern (1988)
- Buzz Factory (1989)
- Uncle Anesthesia (1991)

- Datos: Q2890240
- Multimedia: Mark Pickerel / Q2890240